# Chamaemyia nigricornis
Chamaemyia nigricornis is een vliegensoort uit de familie van de Chamaemyiidae. De wetenschappelijke naam van de soort is voor het eerst geldig gepubliceerd in 1852 door Perris.